# Vioolkever
De vioolkever (Mormolyce phyllodes) is een diersoort uit de familie Carabidae. De wetenschappelijke naam van de soort is voor het eerst geldig gepubliceerd in 1825 door Hagenbach.

## Kenmerken
Dit insect heeft een plat, rond tot ovaal lichaam met een lange kop en lange, draadvormige antennen.

## Leefwijze
Het voedsel van deze dieren bestaat uit insectenlarven en slakken. Hij vindt deze op de bodem of onder boomschors.

## Verspreiding en leefgebied
Deze soort komt voor in de tropische regenwouden van Zuidoost-Azië.